# 窄叶冷地卫矛
窄叶冷地卫矛（学名：Euonymus frigidus var. cornutoides）为卫矛科卫矛属下的一个变种。